# 中浦和站
中浦和站（日语：／ Naka-urawa eki */?）是一個位於埼玉縣埼玉市南區鹿手袋一丁目，屬於東日本旅客鐵道（JR東日本）的鐵路車站。車站編號是JA 22。
停靠此站的路線在軌道名稱上是東北本線（別線），在運行系統上是埼京線。

## 車站構造

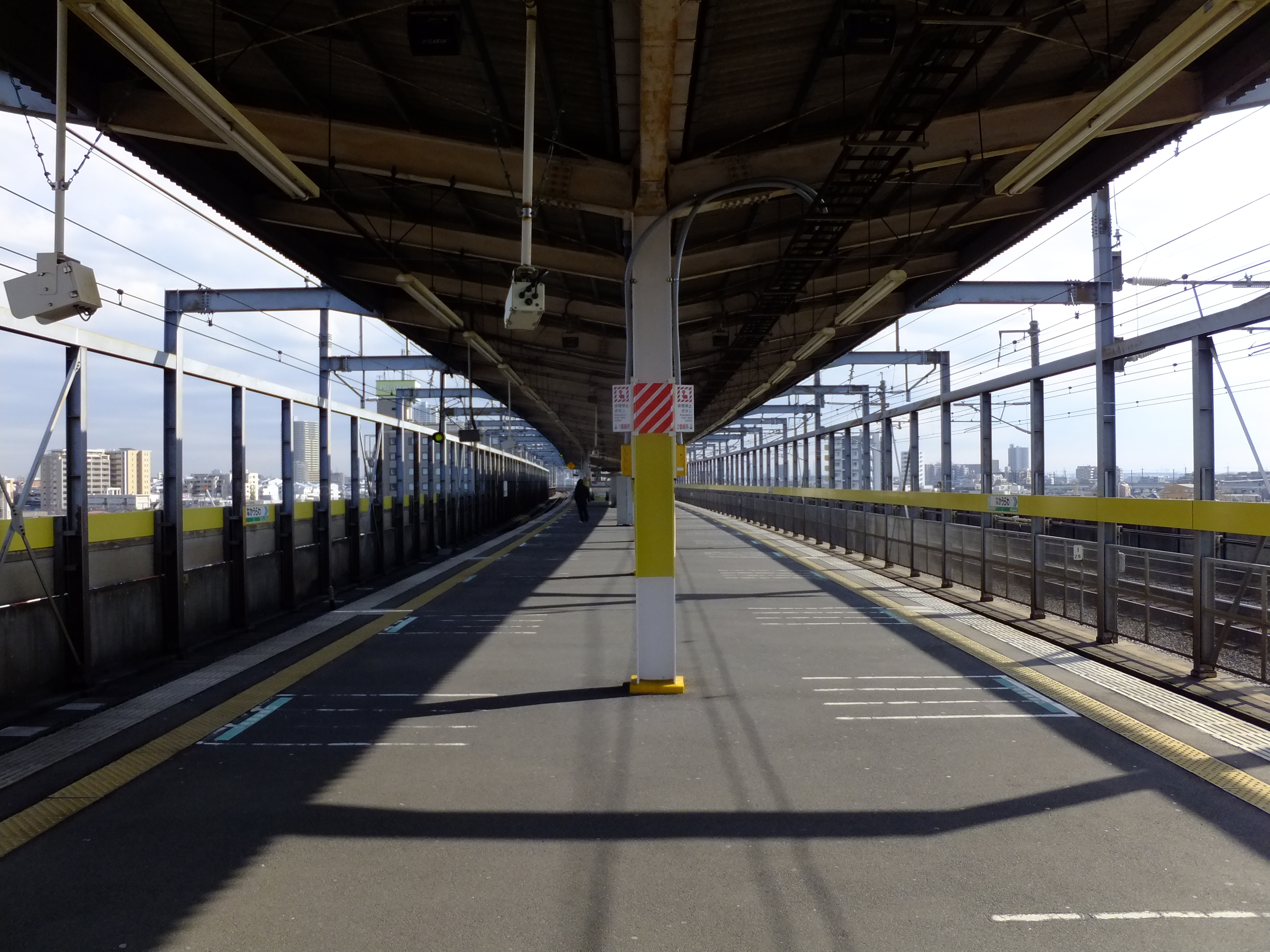
車站月台

本站是高架車站，月台為島式月台1面2線設計。武藏野線的別所號誌站設在本站下層。

### 月台配置
| 月台 | 路線   | 方向 | 目的地                        |
| ---- | ------ | ---- | ----------------------------- |
| 1    | 埼京線 | 南行 | 池袋、新宿、大崎、 臨海線方向 |
| 2    | 埼京線 | 北行 | 大宮、川越方向                |

（來源：JR東日本:車站構內圖（页面存档备份，存于））

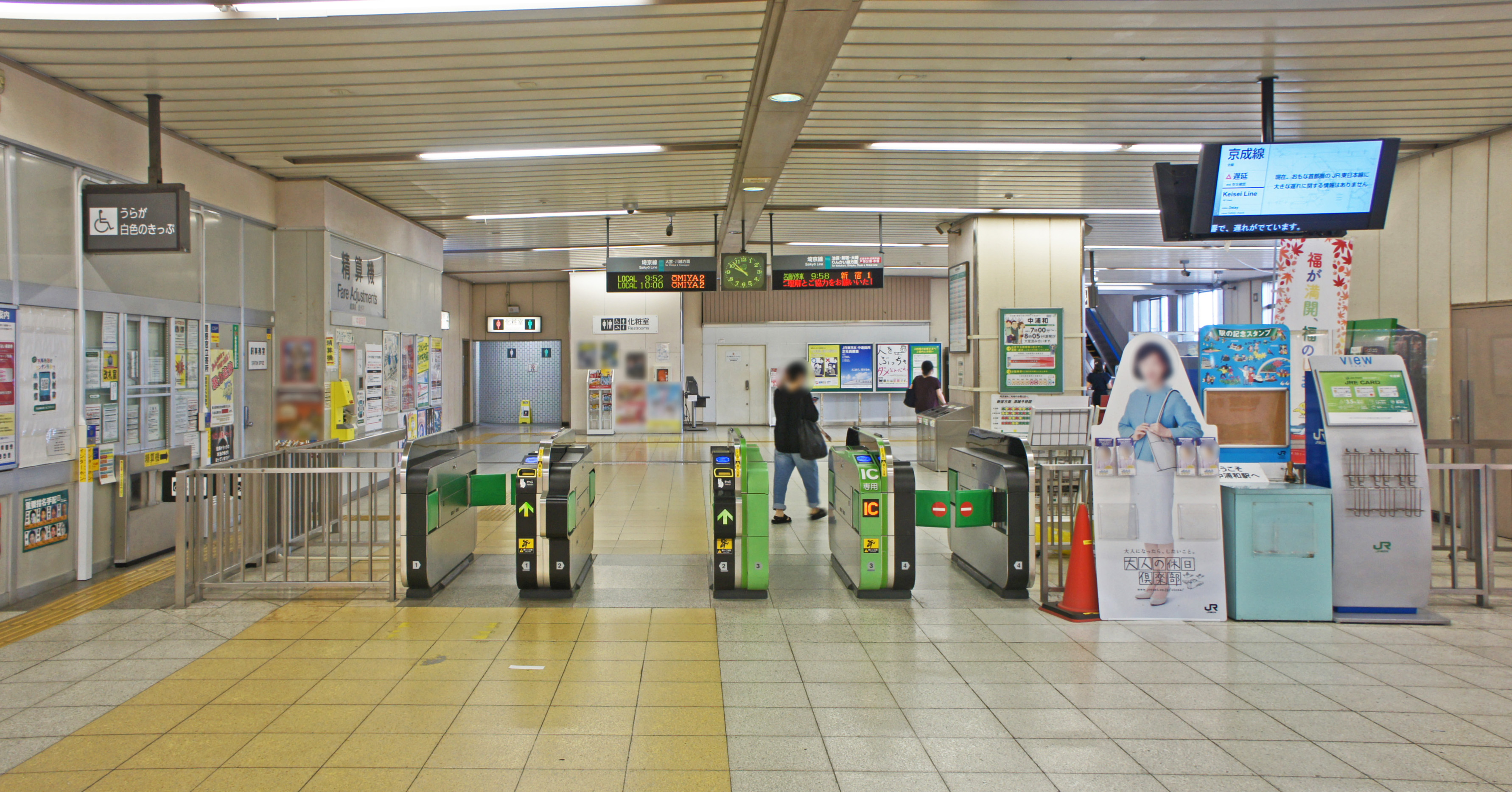
閘口（2019年9月）
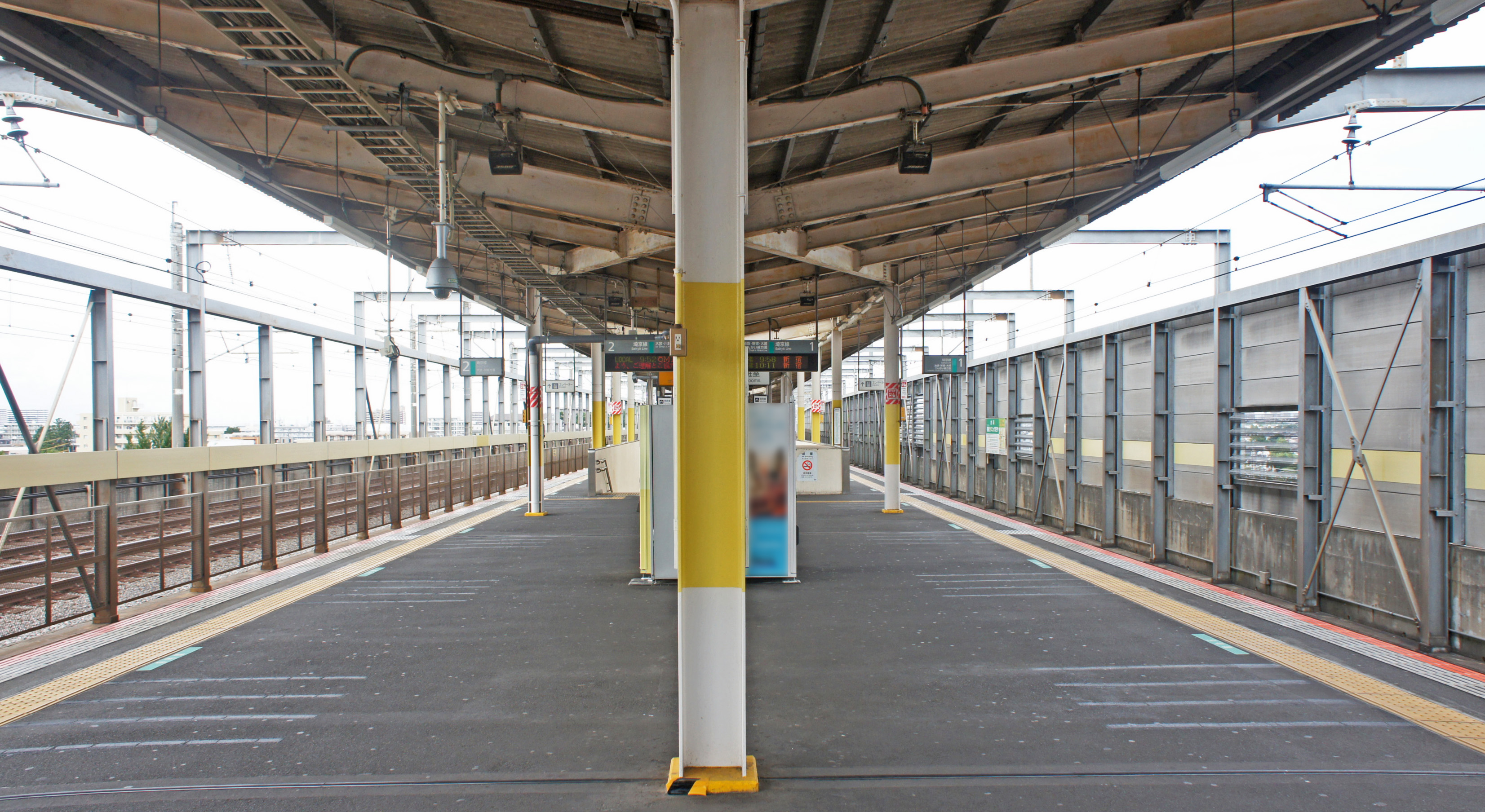
月台（2019年9月）

### 車站顏色
1985年9月30日開業的埼京線各站（全部10個車站）設有車站顏色，現在繼續使用。此站的顏色是金絲雀黃色。

## 使用情況
2019年（令和元年）度1日平均上車人次為13,537人。埼京線的上車人次僅次於北與野站的少。
近年的1日平均上車人次的推移如下表。
| 年度               | 1日平均 上車人次 | 來源     |
| ------------------ | ---------------- | -------- |
| 1985年（昭和60年） | 3,229            |          |
| 1986年（昭和61年） | 3,848            |          |
| 1987年（昭和62年） | 6,165            |          |
| 1988年（昭和63年） | 6,961            |          |
| 1989年（平成元年） | 7,745            |          |
| 1990年（平成02年） | 8,388            |          |
| 1991年（平成03年） | 8,902            |          |
| 1992年（平成04年） | 9,304            |          |
| 1993年（平成05年） | 9,536            |          |
| 1994年（平成06年） | 9,723            |          |
| 1995年（平成07年） | 10,197           |          |
| 1996年（平成08年） | 10,686           |          |
| 1997年（平成09年） | 10,780           |          |
| 1998年（平成10年） | 10,996           |          |
| 1999年（平成11年） | 10,804           | [ * 1 ]  |
| 2000年（平成12年） | 10,778           | [ * 2 ]  |
| 2001年（平成13年） | 10,898           | [ * 3 ]  |
| 2002年（平成14年） | 11,112           | [ * 4 ]  |
| 2003年（平成15年） | 11,203           | [ * 5 ]  |
| 2004年（平成16年） | 11,241           | [ * 6 ]  |
| 2005年（平成17年） | 11,399           | [ * 7 ]  |
| 2006年（平成18年） | 11,691           | [ * 8 ]  |
| 2007年（平成19年） | 11,794           | [ * 9 ]  |
| 2008年（平成20年） | 12,005           | [ * 10 ] |
| 2009年（平成21年） | 12,176           | [ * 11 ] |
| 2010年（平成22年） | 12,214           | [ * 12 ] |
| 2011年（平成23年） | 12,111           | [ * 13 ] |
| 2012年（平成24年） | 12,347           | [ * 14 ] |
| 2013年（平成25年） | 12,497           | [ * 15 ] |
| 2014年（平成26年） | 12,556           | [ * 16 ] |
| 2015年（平成27年） | 12,843           | [ * 17 ] |
| 2016年（平成28年） | 13,034           | [ * 18 ] |
| 2017年（平成29年） | 13,245           | [ * 19 ] |
| 2018年（平成30年） | 13,340           | [ * 20 ] |
| 2019年（令和元年） | 13,537           |          |

備註
1. ↑  1985年9月30日開業。開業日から翌年3月31日までの183日間を集計したデータ。

## 車站周邊
雖然名為「中」浦和，但車站實際上遠離舊浦和市中心地區，位於寧靜的住宅區內。附近有埼玉縣政府辦公室、埼玉市政府辦公室。

### 巴士路線
所有路線均由國際興業巴士營運。
- 橋底巴士站（國道17號方向巴士站）
  - 浦10、浦11、浦11-2、志01 往埔和站西口
- 橋底巴士站（新大宮繞道方向巴士站）
  - 浦10 經西浦和站入口往田島團地
  - 浦11 西堀循環線
  - 浦11-2 往西浦和車庫
  - 浦11-3 經西堀往南元宿
  - 志01 經秋瀨橋、伊呂波橋往志木站東口
- 西口巴士站
- 櫻區01（埼玉市社區巴士櫻區政府辦公室線）經櫻區政府辦公室、埼玉大學往埼玉市民醫療中心

## 历史
- 1985年（昭和60年）9月30日－本站開業。
- 1987年（昭和62年）4月1日－國鐵分割民營化，本站由JR東日本接手管理。
- 2001年（平成13年）11月18日－智能卡系統Suica正式投入服務。
- 2007年（平成19年）10月31日－本站的綠色窗口停業，以對號座位專用售票機取代。

## 相鄰車站
東日本旅客鐵道
 埼京線
■通勤快速
通過
■快速、■各站停車
武藏浦和（JA 21）－中浦和（JA 22）－南與野（JA 23）

### 使用情況
1. ↑  埼玉県統計年鑑 （页面存档备份，存于） - 埼玉県
2. ↑  さいたま市統計書 （页面存档备份，存于） - さいたま市
3. ↑  . www.city.saitama.jp.   [2020-05-20]. （原始内容存档于2020-07-27）.

JR東日本2000年度以後上車人次
1. ↑  各駅の乗車人員（2000年度） （页面存档备份，存于） - JR東日本
2. ↑  各駅の乗車人員（2001年度） （页面存档备份，存于） - JR東日本
3. ↑  各駅の乗車人員（2002年度） （页面存档备份，存于） - JR東日本
4. ↑  各駅の乗車人員（2003年度） （页面存档备份，存于） - JR東日本
5. ↑  各駅の乗車人員（2004年度） （页面存档备份，存于） - JR東日本
6. ↑  各駅の乗車人員（2005年度） （页面存档备份，存于） - JR東日本
7. ↑  各駅の乗車人員（2006年度） （页面存档备份，存于） - JR東日本
8. ↑  各駅の乗車人員（2007年度） （页面存档备份，存于） - JR東日本
9. ↑  各駅の乗車人員（2008年度） （页面存档备份，存于） - JR東日本
10. ↑  各駅の乗車人員（2009年度） （页面存档备份，存于） - JR東日本
11. ↑  各駅の乗車人員（2010年度） （页面存档备份，存于） - JR東日本
12. ↑  各駅の乗車人員（2011年度） （页面存档备份，存于） - JR東日本
13. ↑  各駅の乗車人員（2012年度） （页面存档备份，存于） - JR東日本
14. ↑  各駅の乗車人員（2013年度） （页面存档备份，存于） - JR東日本
15. ↑  各駅の乗車人員（2014年度） （页面存档备份，存于） - JR東日本
16. ↑  各駅の乗車人員（2015年度） （页面存档备份，存于） - JR東日本
17. ↑  各駅の乗車人員（2016年度） （页面存档备份，存于） - JR東日本
18. ↑  各駅の乗車人員（2017年度） （页面存档备份，存于） - JR東日本
19. ↑  各駅の乗車人員（2018年度） （页面存档备份，存于） - JR東日本
20. ↑  各駅の乗車人員（2019年度） （页面存档备份，存于） - JR東日本

埼玉縣統計年鑑
1. ↑  .   [2020-07-29]. （原始内容存档于2020-02-02）.
2. ↑  .   [2020-07-29]. （原始内容存档于2020-02-02）.
3. ↑  .   [2020-07-29]. （原始内容存档于2020-02-02）.
4. ↑  .   [2020-07-29]. （原始内容存档于2020-02-02）.
5. ↑  .   [2020-07-29]. （原始内容存档于2020-02-02）.
6. ↑  .   [2020-07-29]. （原始内容存档于2020-02-02）.
7. ↑  .   [2020-07-29]. （原始内容存档于2020-02-02）.
8. ↑  .   [2020-07-29]. （原始内容存档于2020-02-02）.
9. ↑  .   [2020-07-29]. （原始内容存档于2020-02-02）.
10. ↑  .   [2020-07-29]. （原始内容存档于2020-02-02）.
11. ↑  .   [2020-07-29]. （原始内容存档于2020-02-02）.
12. ↑  .   [2020-07-29]. （原始内容存档于2020-02-02）.
13. ↑  .   [2020-07-29]. （原始内容存档于2020-02-02）.
14. ↑  .   [2020-07-29]. （原始内容存档于2020-02-02）.
15. ↑  .   [2020-07-29]. （原始内容存档于2020-02-02）.
16. ↑  .   [2020-07-29]. （原始内容存档于2020-02-02）.
17. ↑  .   [2020-07-29]. （原始内容存档于2020-02-02）.
18. ↑  .   [2020-07-29]. （原始内容存档于2020-02-02）.
19. ↑  .   [2020-07-29]. （原始内容存档于2020-02-02）.
20. ↑  .   [2020-07-29]. （原始内容存档于2020-03-18）.

## 外部連結
- 車站資訊（中浦和）：東日本旅客鐵道

35°51′13.7052″N 139°38′14.7948″E / 35.853807000°N 139.637443000°E